# Makhteshim Agan
Makhteshim Agan (en hebreu: מכתשים אגן) és un d'un dels majors fabricants i distribuïdor de patents de plaguicides del món. L'empresa té plantes de fabricació a diversos llocs del món. Les instal·lacions principals es troben a Israel i Brasil; Tanmateix té instal·lacions més petites a Colòmbia, Espanya i Grècia.